# Garde nature
 (mai 2024).
En France, le garde nature ou garde vert ou écogarde ou garde de l'environnement est un agent travaillant sur le terrain dans un espace naturel, et dont le cœur de métier est la protection du patrimoine naturel et la préservation de la biodiversité.
Son statut dépend de l'organisme gestionnaire qui l'emploie : il peut être fonctionnaire, contractuel, permanent ou saisonnier, travailler pour un établissement public, une collectivité locale, une association... Il peut être chargé de la police de l'environnement sur son territoire d'affectation, et être pour cela assermenté et commissionné par le ministère chargé de l'environnement.
Il peut être commissionné par un décideur de territoire (tel qu'un groupement d'associations de propriétaires forestiers, une ASL association syndicale libre, ASA association syndicale autorisée, syndicat mixte de gestion, commune ou intercommunalité par exemple). 
Il existe une association française des gardes nature, Gardes nature de France, fondée le 16 octobre 2010.

## Définition du métier
Les missions fondamentales du garde nature s’articulent autour de trois grands axes : la protection du patrimoine naturel, son partage, et le lien avec le territoire.
Protection du patrimoine naturel :
- surveillance : veille écologique, prévention et sensibilisation, police de l’environnement, relais aux services compétents de l’État ;
- connaissance du patrimoine : suivis des milieux, des espèces et des paysages, participation à la recherche scientifique, expertise ;
- intervention sur le patrimoine : travaux de génie écologique, de restauration d’habitats ou d’espèces ;

Partage :
- accueil et sensibilisation du public : sur les sites, dans les points d’accueil ;
- pédagogie : interventions auprès des scolaires et des groupes, réalisation d'outils de communication ;
- entretien d’infrastructures d’accueil ;
- actions de médiation - résorption des conflits d'usage;

Lien avec le territoire :
- entretien de relations avec les populations locales ;
- suivi de partenariats avec les acteurs locaux ;

Suivant l’espace protégé pour lequel il travaille, le garde nature peut ne pas prendre part à l’ensemble des missions et être plus spécialisé (garde animateur, garde technicien...) ou se voir confier des missions transversales. De même certains gardes ne sont pas assermentés et se limitent à la prévention.
Un garde nature peut aussi se voir attribuer d’autres missions, comme la préservation du patrimoine historique ou culturel (gestion de site classé monument historique).
Il peut être amené à assurer la sécurité du public en lien avec les services compétents et à participer à des opérations de secours.
A préciser qu'à Belfort, il existe un service garde nature ... mais qui correspond bel et bien qu'au nom de ce service et non de ses agents. Ces derniers sont des gardes champêtres (voir article) qui remplissent des missions de police (préventive dont d'éducation et répressive) de la nature, avec les arsenaux juridiques plus importants que possèdent ces fonctionnaires par rapport aux gardes nature, ainsi que d'autres missions plus liées à la sécurité.

## À l'étranger
Le Garde nature correspond au « Ranger » tel que défini par l'International Ranger Federation.